# 圣布里斯-库尔塞勒
圣布里斯-库尔塞勒（法語：Saint-Brice-Courcelles，法語發音：[sɛ̃ bʁis kuʁsɛl]）是法国马恩省的一个市镇，位于该省西北部，兰斯市区西北侧，属于兰斯区。圣布里斯-库尔塞勒也是兰斯城市圈的一部分，多条兰斯公交线路经过其境内。

## 历史
该市镇原名圣布里斯（Saint-Brice），1801年更名为今天的“圣布里斯-库尔塞勒”（Saint-Brice-Courcelles）。库尔塞勒（Courcelles）是该地的一个村庄。

## 地理
圣布里斯-库尔塞勒（49°15'41"N, 3°59'9"E）面积4.16 平方千米，位于法国大東部大區马恩省，该省份为法国东北部内陆省份，北起阿登省，西北接埃纳省，西南接塞纳-马恩省，南至奥布省，东南接上马恩省，东临默兹省。
与圣布里斯-库尔塞勒接壤的市镇（或旧市镇、城区）包括：圣蒂耶里、尚皮尼、梅尔菲、兰斯、坦克。
圣布里斯-库尔塞勒的时区为UTC+01:00、UTC+02:00（夏令时）。

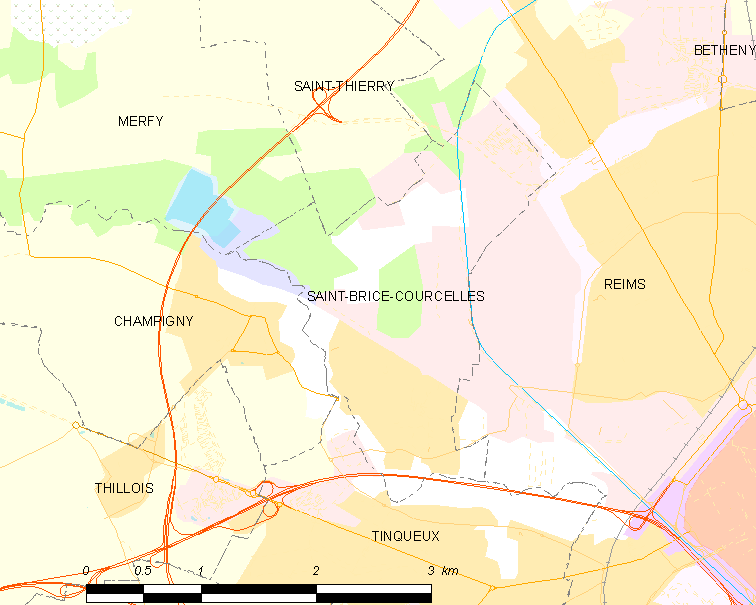
圣布里斯-库尔塞勒的OSM定位图

## 行政
圣布里斯-库尔塞勒的邮政编码为51370，INSEE市镇编码为51474。

## 政治
圣布里斯-库尔塞勒所属的省级选区为兰斯第五县。

## 人口

1962-2008年间圣布里斯-库尔塞勒人口变化图示

圣布里斯-库尔塞勒于2022年1月1日时的人口数量为3546人。